# Haplosoma ordinatum
Haplosoma ordinatum är en skalbaggsart som beskrevs av Semenow 1889. Haplosoma ordinatum ingår i släktet Haplosoma och familjen Dynastidae. Inga underarter finns listade i Catalogue of Life.